# André Chardar
André Chardar est un footballeur français, né le 7 octobre 1906 à Buenos Aires (Argentine) et mort le 13 avril 1993 à Paris. Formé au CA Paris, cet arrière sobre et avisé a évolué au FC Sète où il a acquis sa notoriété. Il termine sa carrière au Racing.

## Biographie
André Chardar naît de parents français à Buenos Aires et c'est en Argentine qu'il s'initie au football. La famille Chardar regagne la France et Paris en 1919 et le jeune André Chardar (13 ans) y passe six saisons avant de rejoindre pour la saison 1925-1926 l'US Juvisy. Chez les jeunes au CAP, il joua avec le même talent à tous les postes, de gardien à avant-centre. Il effectue son service militaire au cours duquel il porte les couleurs de l'équipe de France militaire.
André Chardar s'installe à Sète en 1926 et opère alors avec le FC Sète. Il est alors plusieurs fois sélectionné en équipe régionale du Sud-Est puis en équipe de France B. D'un naturel très latin, il est constamment en train de fredonner le dernier air musical à la mode, et aime se promener à pied parmi les supporters après les rencontres où sa prestance et sa photogénie sont particulièrement appréciées par la gent féminine. Sur le terrain, le défenseur Chardar maitrise tous les aspects du jeu et rejoint logiquement l'équipe de France A en février 1930. Il porte douze fois le maillot frappé du coq entre 1930 et 1933. Avec son club, il gagne la demi-finale de la Coupe 1929 mais, blessé, ne dispute pas la finale perdue un mois plus tard contre le voisin montpelliérain. La saison suivante, il prend part à toute la campagne de Coupe jusqu'à la finale du 27 avril gagnée contre le Racing. On retrouve le FC Sète en demi-finale en 1933 avec Chardar en défense, mais les Dauphins s'inclinent 2-1 face à l'Excelsior de Roubaix. 
Chardar passe professionnel en 1932 sous les couleurs du FC Sète, puis quitte le mont Saint-Clair en 1933 pour défendre les couleurs de quatre clubs professionnels différents en cinq saisons. Il met un terme à sa carrière de joueur professionnel en 1938 et devient entraîneur. Il prend alors notamment en charge l'US Métro et le CA Paris.

## Carrière de joueur

### Clubs
- 1919-1925 : CA Paris ( France)
- 1925-1926 : US Juvisy ( France)[3]
- 1926-1933 : FC Sète ( France)
- 1933-1935 : SC Nîmes ( France)
- 1935-1936 : US Valenciennes-Anzin ( France)
- 1936 : Olympique d'Alès ( France)
- 1936-1938 : RC Paris ( France)

### Palmarès
- International A de 1930 à 1933 (12 sélections et 1 but marqué)
- Vainqueur de la Coupe de France en 1930 (avec le FC Sète)

## Carrière d'entraîneur
- US Métro ( France)
- CA Paris ( France)